# Saunasaari (ö i Södra Savolax, Pieksämäki, lat 62,38, long 26,86)
Saunasaari är en ö i Finland. Den ligger i sjön Iso-Lahnanen och i kommunen Pieksämäki i den ekonomiska regionen  Pieksämäki ekonomiska region  och landskapet Södra Savolax, i den centrala delen av landet, 260 km norr om huvudstaden Helsingfors. Öns area är 0,1 hektar och dess största längd är 70 meter i öst-västlig riktning.